# Coryne vanbenedeni
Coryne vanbenedeni is een hydroïdpoliep uit de familie Corynidae. De poliep komt uit het geslacht Coryne. Coryne vanbenedeni werd in 1868 voor het eerst wetenschappelijk beschreven door Hincks. 